# Álvaro Enrique Arzú Irigoyen
Álvaro Enrique Arzú Irigoyen (Cidade da Guatemala, 14 de março de 1946 – Cidade da Guatemala, 27 de abril de 2018) foi um empresário e político guatemalteco. Foi Presidente da Guatemala de 1996 a 2000.

## Biografia
Álvaro Arzú fez seus estudos primário e secundário no colégio San José de los Infantes e se graduou no Colégio Liceo Guatemala em 1963. Posteriormente estudou direito na Universidade Rafael Landívar (congregação dos jesuítas) da Guatemala, que não chegou a concluir. Com a idade de 22 anos era gerente proprietário de uma agência de viagens.
Iniciou-se na vida política nas fileiras do Movimento de Libertação Nacional, de ultradireita, anticomunista e de tendência conservadora. Foi expulso do mesmo por diferenças com o líder desse partido.
Se filiou ao Partido Nacional Renovador , com o qual ganhou a prefeitura da Cidade da Guatemala nas eleições de 1982. Estas eleições foram anuladas pelo golpe de Estado executado por uma junta militar encabeçada pelo general Efraín Ríos Montt. Em 1985 , Arzú candidatou-se novamente e ocupou a prefeitura da capital no período 1986-1990.
Em 1990 junto com o também empresário Óscar Berger, fundou o Partido de Avanzada Nacional, PAN, que o apresentou como candidato presidencial em 1990, ocupando o quarto lugar.
No primeiro gabinete do vencedor das eleições de 1990, Serrano Elías, foi designado Ministro de Relações Exteriores, no período 1991–1992. Ao ser reconhecida a independência de Belize por este governo, Arzú renunciou à chancelaria por considerar que se estava a violar a Constituição do país.
Durante as eleições de 1995 voltou-se a candidatar-se para a presidência da República, nas quais não chegou a ter maioria absoluta de votos, pelo que se desenvolveu uma segunda volta eleitoral onde derrotou com dificuldades o candidato da Frente Republicana Guatemalteca, Alfonso Antonio Portillo Cabrera.

## Presidência
Seu governo caracterizou-se pelo desenvolvimento de obras públicas e pela privatização de algumas empresas estatais, como a Empresa Eléctrica de Guatemala, o correio e a companhia telefônica GUATEL. Apesar de a privatização haver deixado mais eficientes e funcionais alguns serviços antes públicos, estas foram consideradas pouco transparentes, com acusações de corrupção, vendas abaixo do valor real de mercado e de favorecimentos em negócios entre a presidência da República e alguns particulares.